# Jacques Tardi
Jacques Tardi, född 30 augusti 1946 i Valence, Frankrike, är en fransk serieskapare, kanske mest känd för Adeles extraordinära äventyr. Han är en av de moderna vuxenseriernas stilbildare och har samarbetat med ett antal författare eller bearbetat romaner till serieform.

## Biografi

### Bakgrund
Tardi debuterade som serietecknare under 1970-talet efter att ha studerat konst i Paris och Lyon.

### Seriekarriär
Till en början tecknade han till manus av andra av dåtidens stora serieberättare som Jean Giraud och Pierre Christin. Snart började Tardi skriva egna serier och utvecklade en sedermera unik seriestil; hans tidigaste alster finns utgivna i albumen Ishavets demon och Den ödesdigra resan.
1976 kom första delen av Adèles extraordinära äventyr, en serie om den kvinnliga äventyraren Adèle Blanc-Sec. Den har kommit att bli Tardis mest kända serie, och 2024 inleddes en samlingsutgivning av serien på svenska. Tardi har även blivit flitigt publicerad på svenska via andra serier.

### Andra aktiviteter
Tardi har även varit verksam som illustratör för musik och film. Han tecknade filmaffischen till 1983 års Och skeppet går av Federico Fellini, liksom omslaget till Bernard Lavilliers Tout est permis, rien n'est possible (1984).
2010 skrev Tardi manus till Luc Bessons filmatisering av Adeles extraordinära äventyr, baserad på de första albumen i Tardis albumserie. 2015 hade den animerade SF-filmen April and the Extraordinary World, baserad på en idé av Benjamin Legrand och med formgivning av Tardi.

## Stil
Miljövalet i Tardis serier är ofta sekelskiftets Paris och första världskrigets skyttegravar. Det återkommande temat första världskriget behandlas till exempel i Skyttegravskriget (C'était la guerre des tranchées).

### Teckningar (och manus)

#### 1970-talet etc
- 1974 – Le Démon des glaces, Dargaud (svenska: Ishavets demon, Carlsen/if 1981)
- 1974 – Adieu Brindavoine et La Fleur au fusil (Den ödesdigra resan, Carlsen/if, 1981);
- 1974 – La Véritable Histoire du soldat inconnu, Futuropolis (danska: Historien om den ukendte soldat, Carlsen/if 1983)
- 1976 – Rumeurs sur le Rouergue (manus av Pierre Christin), Futuropolis

- Les Aventures extraordinaires d'Adèle Blanc-Sec, Casterman (Adeles extraordinära äventyr)

1. 1976 – Adèle et la Bête (Adele och odjuret, Carlsen/if 1979)
2. 1976 – Le Démon de la Tour Eiffel (Demonen från Eiffeltornet, 1979)
3. 1977 – Le Savant fou (Den galne vetenskapsmannen, 1980)
4. 1978 – Momies en folies (Mumiernas återkomst, 1980)
5. 1981 – Le Secret de la salamandre (Salamanderns hemlighet, Carlsen Comics 1986)
6. 1984 – Le Noyé à deux têtes (Monstret i Saint-Martin kanalen, Carlsen Comics 1986)
7. 1994 – Tous des monstres!
8. 1998 – Le Mystère des profondeurs
9. 2007 – Le Labyrinthe infernal
10. 2022 – Le Bébé des Buttes-Chaumont

- 1977 – Polonius (manus av Picaret), Les Humanoïdes Associés
- 1978 – Griffu (manus av Jean-Patrick Manchette), Ed. du Square (danska: Griffu, Carlsen/if 1982)
- 1979 – Mouh Mouh, Pepperland
- 1979 – Ici Même (manus av Jean-Claude Forest), Casterman (Just här, Medusa 1986)

- Nestor Burma, efter Léo Malets romaner, Casterman

1. 1982 – Brouillard au pont de Tolbiac
2. 1988 – 120, rue de la Gare (Dödens adress, Medusa 1989)
3. 1990 – Une gueule de bois en plomb
4. 1996 – Casse-pipe à la Nation
5. 2000 – M'as-tu vu en cadavre?

#### 1980-talet
- 1984 – Tueur de cafards (manus av Benjamin Legrand), Casterman (Kackerlacksmördaren, Epix 1987)
- 1984 – Le Trou d'obus, Imagerie Pellerin
- 1985 – Mine de plomb + Chiures de gomme (två volymer) Futuropolis
- 1985 – Grange bleue (manus av Dominique Grange), Futuropolis

#### 1990-talet
- 1990 – Tardi en banlieue, Casterman
- 1992 – Jeux pour mourir (efter Géo-Charles Vérans roman), Casterman
- 1991 – Le Sens de la houppelande (manus av Daniel Pennac), Futuropolis
- 1993 – C'était la guerre des tranchées, Casterman (Skyttegravskriget, Placebo Press 2014)
- 1995 – Un strapontin pour deux (manus av Michel Boujut), Casterman
- 1996 – L'Évasion du cheval gris (manus av Verrien), Sapristi
- 1996 – Tardi par la fenêtre (manus av Michel Boujut), Christian Desbois
- 1996 – Presque tout Tardi (manus av Olivier Maltret), Sapristi
- 1996 – Sodome et Virginie (manus av Daniel Prevost), Casterman
- 1997 – Le Der des Ders (manus av Didier Daeninckx), Casterman
- 1999 – Varlot soldat (manus av Didier Daeninckx), L’Association
- 2000 – La Débauche (manus av Daniel Pennac), Futuropolis

#### 2000-talet
- 2001 – Carnet, L’Association

- Le Cri du peuple, efter Jean Vautrins roman, Casterman (Folkets röst, Placebo Press 2015)

1. 2001 – Les Canons du 18 mars
2. 2002 – L'Espoir assassiné
3. 2003 – Les Heures sanglantes
4. 2004 – Le Testament des ruines

- 2005 – Le Petit bleu de la côte Ouest (manus av Jean-Patrick Manchette), Les Humanoïdes Associés

- 2006 – L'Étrangleur (efter romanen Monsieur Cauchemar av Pierre Siniac), Casterman

1. Grève dans la police
2. On étrangle l'acteur Gaston Malinguet!
3. Nouveau crime de l'étrangleur de minuit!
4. L'Étrangleur de minuit frappe encore!
5. Vers la fin du cauchemar?

- Putain de guerre!, manus av Jean-Pierre Verney, Casterman

1. 2008 – 1914 – 1915 – 1916
2. 2009 – 1917 – 1918 – 1919

#### Senare år
- 2011 – Ô dingos, ô château (efter romanen av Jean-Patrick Manchette), Futuropolis
- 2012 – Moi, René Tardi, prisonnier au Stalag II B, Casterman

### Endast manus
- 2003 – Le Voyage d'Alphonse (teckningar av Antoine Leconte), Duculot

### Bokillustrationer
i romaner av Louis-Ferdinand Céline
- 1988 – Voyage au bout de la nuit, Futuropolis
- 1989 – Casse-pipe, Futuropolis
- 1991 – Mort à crédit, Futuropolis

i romaner av Jules Verne
- 1992 – Un Prêtre en 1839, Cherche Midi
- 1993 – San Carlos, Cherche Midi

### Romaner
- 1990 – Rue des Rebuts, Alain Beaulet

## Utmärkelser (urval)
- 1985 – Grand prix de la ville d'Angoulême[13]
- 2011 – Eisner Award för bästa verklighetsbaserade verk (It Was the War of the Trenches)[14]
- 2015 – Urhunden för bästa till svenska översatta seriebok (Skyttegravskriget 1914–1918)[15]